# Diver
Diver — другий мініальбом американського гурту A Wilhelm Scream, який був випущений 8 лютого 2006 року.

## Треклист
1. Diver – 2:59
2. They Like Their Turtlenecks Ribbed – 0:40